# Strömstads kommun
Strömstad kommun er en kommune i landskapet Bohuslän i det svenske län Västra Götalands län. Administrationsby er Strömstad. 
Kommunen ligger 170 kilometer fra Göteborg og 154 km fra Oslo. Der går også færge  til Sandefjord. Vejen E6 går gennem kommunen.
Strömstad ligger nær den norsk-svenske grænse så kommunen har en del  grænsehandel fra  Norge, videre besøges kommunen og dens skærgård i sommersæsonen af mange bådturister.

## Geografi
Sveriges vestligste fastlandspunkt, halvøen Ledsund ligger i kommunen  58°59′50.93″N 11°6′47.33″Ø / 58.9974806°N 11.1131472°Ø 
Strömstad kommune har tre byer.
Indbyggere pr. 31. december 2005.
| #  | By        | Indbyggere |
| -- | --------- | ---------- |
| 1. | Strömstad | 6.110      |
| 2. | Skee      | 562        |
| 3. | Kebal     | 278        |

### Øer
Strömstad  er en skærgårdskommune hvor der ligger en række øer:
- Tjärnö
- Syd-Hälsö
- Nord-Hälsö
- Syd-Långö
- Råssö
- Furholmen
- Ursholmen
- Kosterøerne Sydkoster og Nordkoster

## Seværdigheder
1. Kosterhavets nationalpark der  er Sveriges første maritime nationalpark.
2. «Alaska», Bygningsværk på Nord Långø, Opført af Hilma Swedahl.
3. Blomsholm, Område med mange forskellige fortidsminder (Skibssætning,  bautasten, gravhøje, m.m.).
4. Massleberg, Område med mange forskellige fortidsminder (Helleristninger, Gravhøjer, m.m.)
5. Skee kirke hvis ældste dele er fra 1100-tallet

## Eksterne kilder og henvisninger
- Wikimedia Commons har flere filer relateret til Strömstads kommun

58°56′N 11°10′Ø / 58.933°N 11.167°Ø